# Antoni Lewandowski (zootechnik)
Antoni Lewandowski (ros. Антон Генрихович Левандовский, ur. 27 września 1936 we wsi Pietrowka w rejonie czkałowskim w obwodzie północnokazachstańskim, zm. 6 czerwca 2005 w Wodzisławiu Śląskim) – zootechnik, dyrektor sowchozu, Bohater Pracy Socjalistycznej (1981).

## Życiorys
Był polskiej narodowości. W 1953 skończył szkołę średnią, w 1958 ukończył z wyróżnieniem Ałmaacki Instytut Weterynaryjny (obecnie Kazachski Narodowy Uniwersytet Agrarny) i otrzymał dyplom inżyniera zootechnika, pracował jako zootechnik w sowchozie, w maju 1962 został głównym zootechnikiem w rejonowym zarządzie rolniczym. 22 października 1962 został dyrektorem sowchozu "Berlikskij" (do 1997) w rejonie ruzajewskim w obwodzie kokczetawskim, w 1963 przyjęto go do KPZR. Kierowany przez niego sowchoz stał się jednym z najwydajniejszych gospodarstw rolnych i w 1981 został wpisany do Złotej Księgi Honoru Kazachskiej SRR. W 1971 otrzymał dyplom Wystawy Osiągnięć Gospodarki Narodowej ZSRR. Był członkiem KC KPK i deputowanym do Rady Najwyższej Kazachskiej SRR (1971-1974). Był prezesem Rady Agrarnej Republiki Kazachstanu. W 1997 przeszedł na emeryturę, mieszkał w Szczuczyńsku, skąd w 2004 wyjechał do Polski i zamieszkał w Wodzisławiu Śląskim, gdzie wcześniej osiedliło się wielu jego krewnych. W 2014 w Kazachskim Narodowym Uniwersytecie Agrarnym w Ałmaty odsłonięto galerię Bohaterów Pracy, w której znalazł się m.in. portret Antoniego Lewandowskiego.

## Odznaczenia
- Medal Sierp i Młot Bohatera Pracy Socjalistycznej (19 lutego 1981)
- Order Lenina (dwukrotnie, 8 kwietnia 1971 i 19 lutego 1981)
- Order Rewolucji Październikowej (24 grudnia 1976)
- Order Czerwonego Sztandaru Pracy (22 marca 1966)
- Medal „Za rozwój dziewiczych ziem”

I inne.